# Capilla Rosslyn
La capilla Rosslyn (Rosslyn Chapel), originalmente capilla de San Mateo, es un templo de mediados del siglo XV situado en el pueblo de Roslin, Midlothian, Escocia. La capilla fue fundada por William Sinclair, I conde de Caithness (también "Sainteclaire/Saintclair/Sinclair/St. Clair"), del clan SinClair, una familia noble escocesa descendiente de caballeros normandos.
La capilla Rosslyn es el tercer lugar de culto erigido en Roslin. En primer lugar se encontraría en el castillo y el segundo (del que todavía pueden apreciarse sus ruinas) en lo que hoy es el cementerio de Roslin.
Tras la Reforma Escocesa en 1560, el culto católico en la capilla llegó a su fin, aunque los Sinclair continuaron siendo católicos hasta el siglo XVIII. A partir de ese momento la capilla se cerró al culto público hasta 1861, cuando se abrió de nuevo como lugar de culto de acuerdo con los ritos de la Iglesia Episcopal Escocesa. 
En los últimos años la capilla Rosslyn ha aparecido en numerosas teorías especulativas acerca la masonería, los caballeros templarios y el Santo Grial. Este templo ganó fama debido a que en él se grabó parte de la película El código Da Vinci.

## Descripción
La construcción de la capilla comenzó el 20 de septiembre de 1456, aunque a menudo se ha visto registrada como del 1446. La confusión proviene de la carta fundacional de Roma para construir la capilla colegial que data de dicha fecha.
Proyectada inicialmente como colegiata (capilla colegiata de San Mateo), Rosslyn quedó reducida a una pequeña capilla dada la complejidad de su decoración. Fueron necesarios cuarenta años para construir lo que aún hoy puede contemplarse. Escenas bíblicas como la expulsión del Jardín del Edén, el Ángel caído o la Crucifixión, se dan la mano con esculturas paganas, relacionadas con tradiciones templarias y masónicas como el mítico "pilar del Aprendiz", uno de los tres pilares que separan el coro del ala central de la capilla.

## Arquitectura
Algunos han dicho que las excavaciones realizadas en el siglo XIX sugieren que la capilla existente fuera parte de una edificación mucho mayor, el edificio cuya construcción fue detenida cuando Guillermo Sinclair murió. Sin embargo, Robert Lomas y Cristóbal Knight creen que la pared oeste de la capilla es en realidad un modelo del Muro de las Lamentaciones de Jerusalén y parte de la edificación según el diseño, más bien que pruebas de otra etapa del edificio, que habría hecho que el sitio tuviera el tamaño de una catedral. La capilla existente, en la disposición interna, se parece estrechamente a la Mano de papel del este de la catedral de Glasgow.
La capilla se sostiene sobre catorce pilares, que forman una arcada de doce arcos puntiagudos sobre tres lados de la nave. Los tres pilares del extremo este de la capilla son llamados, de norte a sur, el pilar Maestro, el pilar Oficial, y el más famoso, el pilar del Aprendiz. En el extremo oeste, otros tres pilares dividen la nave y la capilla de la Virgen.

### Pilar del Aprendiz

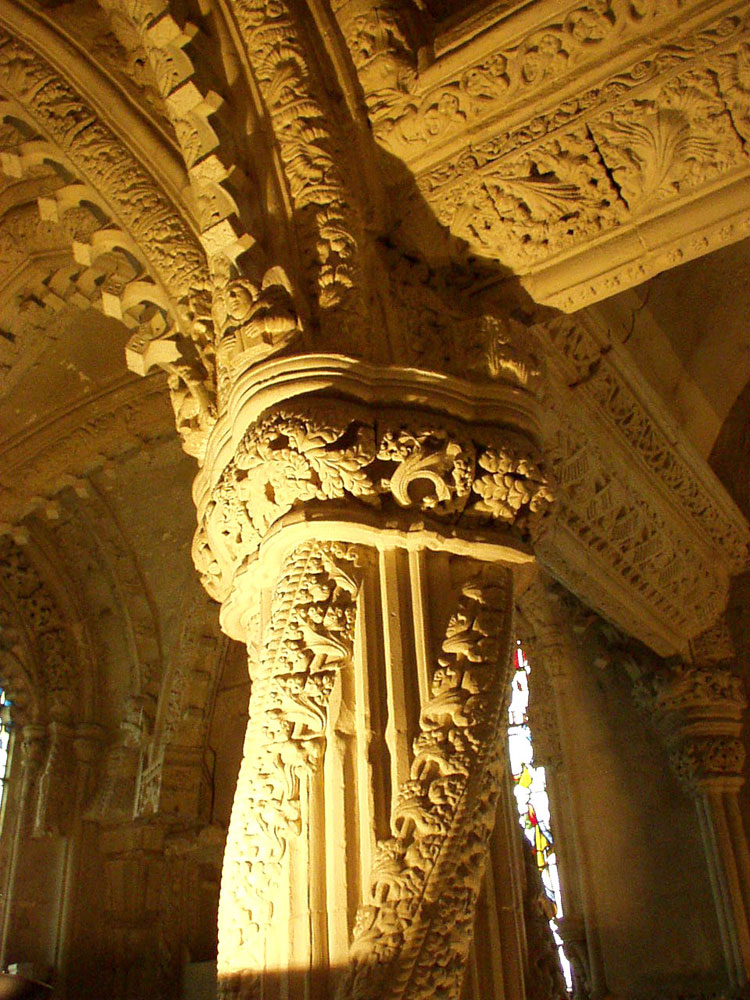
El pilar del aprendiz en 2003.

El pilar de Aprendiz debe su nombre a una leyenda que implica al albañil responsable de la cantería en la capilla y a su joven aprendiz. Según la leyenda, el albañil fue en busca de inspiración de un pilar hacia Roma y no se atrevía a realizar el trabajo sin haber visto la columna original. Así que emprendió un largo viaje con esa finalidad. El aprendiz del albañil tuvo un sueño donde vio el pilar terminado, lo dibujó y comenzó a realizar el trabajo. El albañil, al volver de Roma, vio la columna terminada, preguntó quién había sido, a lo que respondieron, su aprendiz. Preso de la ira y la envidia, lo atacó con una maza hasta matarlo.
El maestro fue ahorcado por tal cruel acto, y la capilla tuvo que ser reconsagrada. 

### Cajas musicales
Entre las muchas intrincadas esculturas de Rosslyn hay una secuencia de 213 cajas que sobresalen de pilares y arcos con una selección de modelo simétrico sobre ellos. Es desconocido si este modelo tiene algún significado particular con ellos —muchas personas han intentado encontrar la información cifrada en ellos, pero ninguna interpretación ha sido considerada concluyente.
Una de las ideas más prometedoras, que podría tener sentido, sobre las cajas, es interpretándolas como una cuenta musical. Las cajas realmente algo se parecen al modelo Chladni; las formas geométricas formadas cuando una placa cubierta de polvo vibra en frecuencias específicas. Thomas Mitchell y su hijo Stuart ha emparejado el modelo con apuntes musicales para producir una melodía que Stuart llama el Motete de Rosslyn.

### ¿Maíz en la capilla Rosslyn?

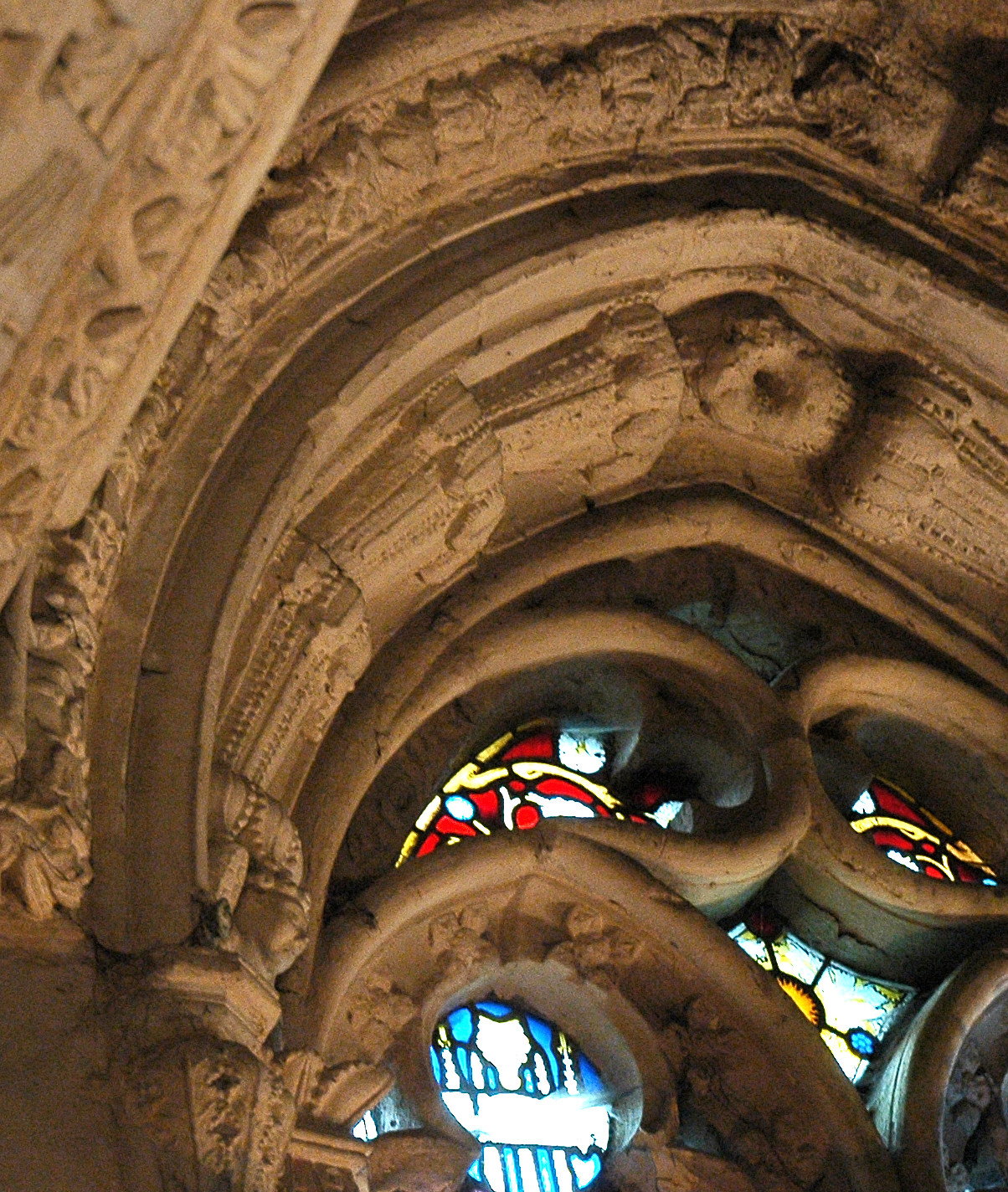
Tallados en la Capilla Rosslyn, Escocia, mostrando lo que parece ser maíz (propio de América).

Enrique I de Sinclair, conde de Orcadas y barón feudal de Roslin (c. 1345 – c. 1400), fue un noble escocés. Es conocido hoy debido a una leyenda moderna que afirma que participó en las exploraciones de Groenlandia y América del Norte casi 100 años antes de Cristóbal Colón, y escribió: 

Ha sido el destino singular, del conde Henry que disfruta de una reputación póstuma cada vez mayor y que tiene muy poco que ver con lo que logró en su vida.

Enrique fue el abuelo de William Sinclair, 1.er Conde de Caithness, el constructor de la capilla Rosslyn (cerca de Edimburgo, Escocia). Los autores Robert Lomas y Christopher Knight creen que algunos grabados en la capilla son mazorcas, o maíz del Nuevo Mundo. Este cultivo era desconocido en Europa en el momento de la construcción de la capilla y no se cultivó allí hasta varios cientos de años más tarde. Knight y Lomas ven estas esculturas como una evidencia que apoyaría la idea de que Enrique Sinclair viajó a las Américas mucho antes que Colón. Los académicos medievales, por su parte, interpretan esas tallas como representaciones estilizadas de trigo, fresas o lirios. El viaje de Sinclair se supone que fue más o menos por la misma ruta que la de los nórdicos, es decir, a través del Atlántico Norte, por Islandia y Groenlandia, y algunos conjeturan que esto es evidencia de que esa ruta nunca fue olvidada.

### Leyendas
Algunas personas sostienen que esas esculturas son base para un portal hacia otra dimensión, por la cual se dice que algunos habitantes de la región juran haber visto presencias de ovnis por los alrededores del pueblo. Este solo sería abierto cuando se reproduzcan las figuras que están en los cubos. Algunos dicen que si el portal se abre sería el fin del mundo, pues saldrían terribles monstruos de otras dimensiones. También se dice que en el jardín de la capilla o por los alrededores de ella se estrelló una nave ovni, pero se ha tratado de buscar alguna respuesta por medio de investigaciones sin lograr comprobar dicho mito.
Sobre la capilla se han tejido una serie de leyendas o mitos que dicen que, por ejemplo, es atravesada por el Meridiano de París.

### Curiosidad
La iglesia aparece en la novela El código Da Vinci como clave de la búsqueda del Santo Grial.